# Tora-Kuhantilope
Die Tora-Kuhantilope (Alcelaphus tora), auch einfach Tora genannt, ist eine sehr seltene oder schon ausgestorbene Antilope aus der Gruppe der Kuhantilopen (Alcelphinae). Das Verbreitungsgebiet liegt in Nordostafrika im Grenzgebiet des Sudan zu Äthiopien und Eritrea.

## Merkmale
Die Antilope erreicht eine Kopf-Rumpf-Länge von etwa 200 Zentimeter, eine Schulterhöhe von ca. 130 Zentimeter und ein Gewicht von etwa 160 kg. Der Schwanz ist etwa einen halben Meter lang. Der Schädel eines Männchens, der vermessen wurde, war Zentimeter 48 lang. Der Schädel ist leichter gebaut als der jeder anderen Kuhantilope. Die Hörner haben von vorne gesehen eine Form zwischen einem U und einem V. Sie sind nah am Schädel nach außen gebogen und biegen dann nach oben. Die Tora-Kuhantilope zeigt, in Bezug auf Form und Größe der Hörner, den geringsten Geschlechtsdimorphismus aller Kuhantilopenarten. Das Fell ist hell gelbbraun gefärbt. Der Steißfleck ist schmutzig weiß. Die Quaste am Ende des Schwanzes und die Vorderseiten der Vorderbeine sind schwarz.

## Lebensraum und Lebensweise
Der Lebensraum der Tora-Kuhantilope besteht aus trockenen Savannen mit tropischem oder subtropischem Klima. Wie andere Kuhantilopen ernährt sie sich vor allem von Gräsern. Als Selektierer wählen sie dabei vor allem die zarten Bestandteile der Pflanzen und meiden trockene Stängel und Blätter. Über ihre Aktivitätsmuster, ihre Wanderungen und ihre Fortpflanzungsbiologie ist nichts Näheres bekannt.

## Systematik
Die Tora-Kuhantilope wurde 1873 durch den britischen Zoologen John Edward Gray erstmals wissenschaftlich beschrieben. Zusammen mit anderen Vertretern der Eigentlichen Kuhantilopen wurde die Tora-Kuhantilope im 20. Jahrhundert unter der wissenschaftlichen Bezeichnung Alcelaphus buselaphus und dem deutschen Trivialnamen „Kuhantilope“ zusammengefasst. Innerhalb der Art unterschied man bis zu acht Unterarten, darunter auch Alcelaphus buselaphus tora. Vergleiche der mitochondrialen DNA zeigten aber, dass die Gattung Alcelaphus aus drei Kladen besteht, eine westafrikanische, eine südafrikanische und eine ostafrikanische. Die Tora-Kuhantilope gehört zusammen mit der Somalia-Kuhantilope (A. swaynei), der Lelwel-Kuhantilope (A. lelwel) und der Kongoni-Kuhantilope (A. cokii) zur ostafrikanischen Klade. In einer 2011 veröffentlichten Revision der Hornträger durch Colin Groves und Peter Grubb wurden alle Unterarten der „Kuhantilope“ als eigenständige Arten anerkannt. Kingdon und andere Autoren sehen die „Kuhantilope“ jedoch weiterhin als eine einzige Art an.

## Gefährdung
Die IUCN schätzt den Bestand der Tora-Kuhantilope als vom Aussterben bedroht oder schon ausgestorben ein. Wenn sie noch nicht ausgestorben ist, gibt es weniger als 250 ausgewachsene Exemplare. Seit mehr als 15 Jahren wurde die Tora-Kuhantilope nicht mehr beobachtet.